# 接引图

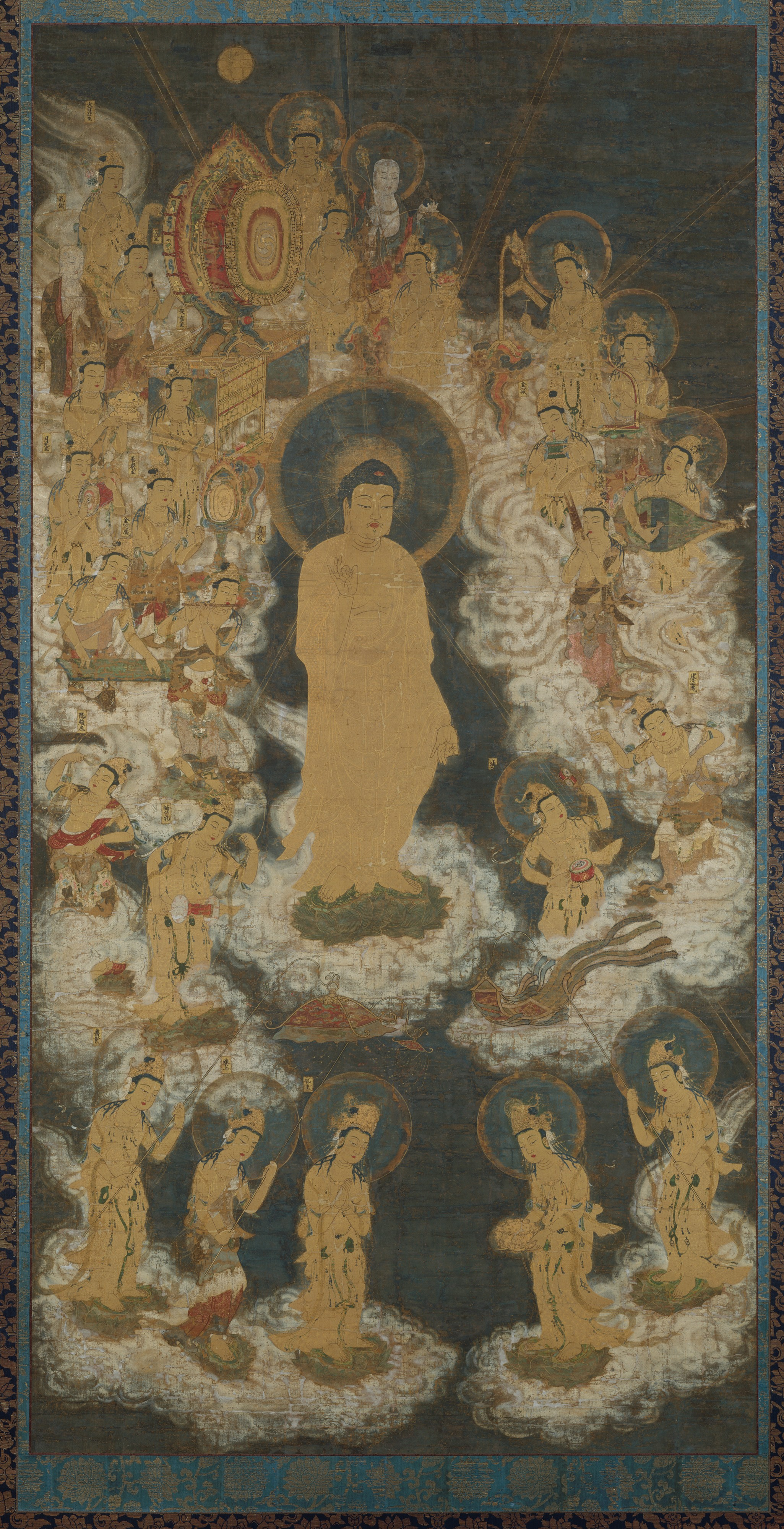
14世纪日本南北朝时代的《阿弥陀佛与二十五大菩萨接引图》，现藏于美国大都会艺术博物馆。

《接引图》，又称《来迎图》（日语：らいごうず），是净土宗的创作主题之一。主要表现阿弥陀佛和圣众们接引往生者的情景。现存大多数接引图画作均来自日本，年代主要集中在平安时代、镰仓时代和江户时代。西夏佛画中亦有接引图题材。

## 形式

### 三尊接引像

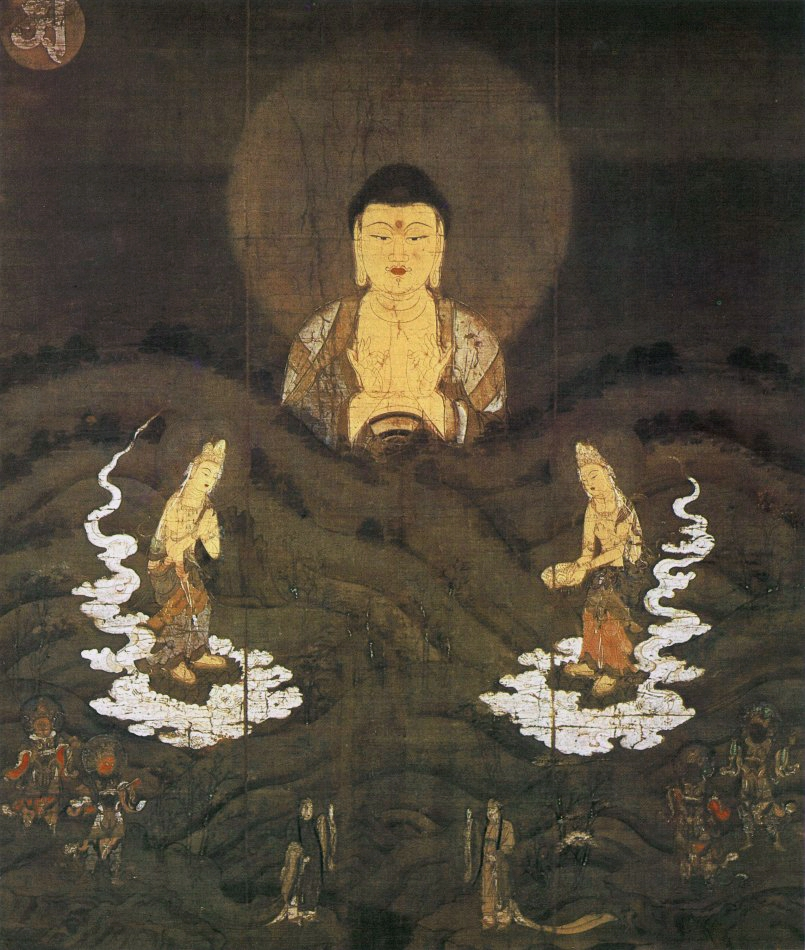
现藏于京都市永观堂的《山越阿弥陀佛来迎图》，属于接引图的变体之一。

即西方三圣接引图。阿弥陀佛站在中间，结“下品上生印”（拇指捻食指，右手朝上，左手朝下）。而观世音菩萨手持莲台接引，大势至菩萨则合掌。一般阿弥陀佛的身量比两尊菩萨要大很多。

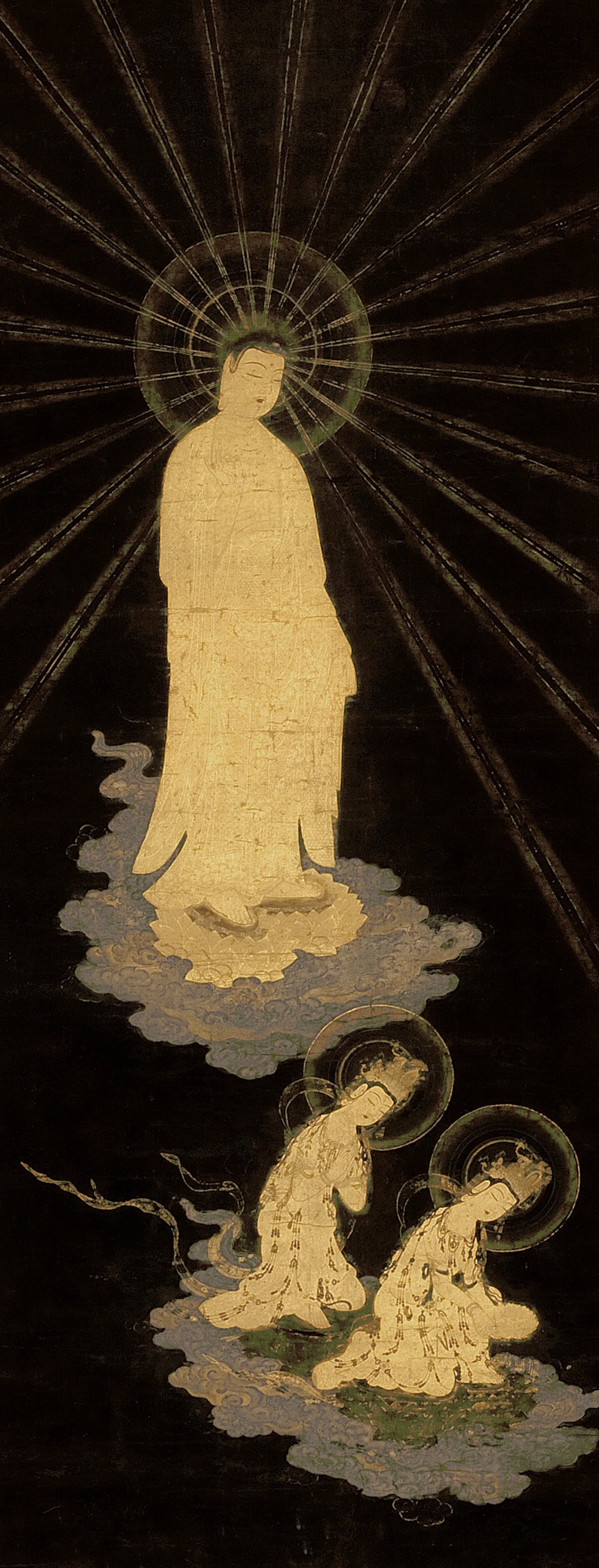
14世纪绢本设色西方三圣接引图，现藏于南澳大利亚艺术馆（英语：Art Gallery of South Australia）。
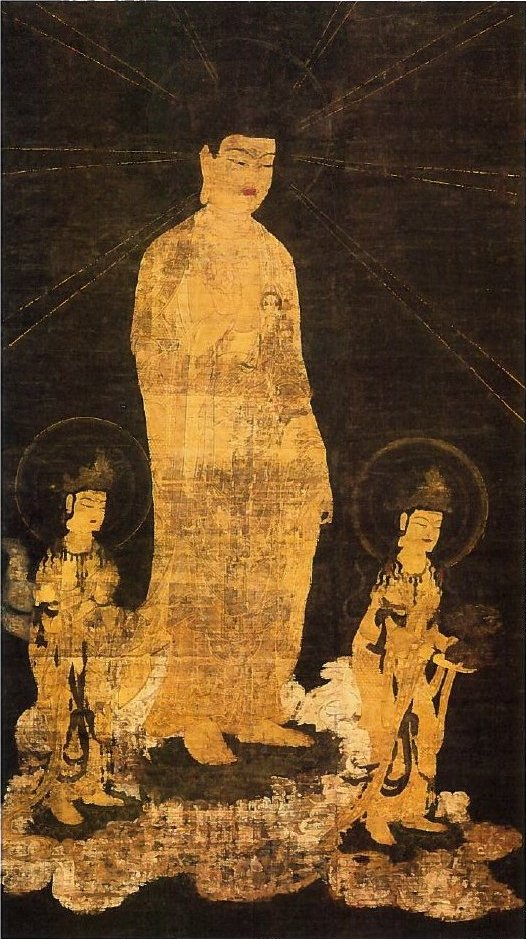
镰仓时代阿弥陀佛来迎图，现藏于檀香山艺术博物馆。
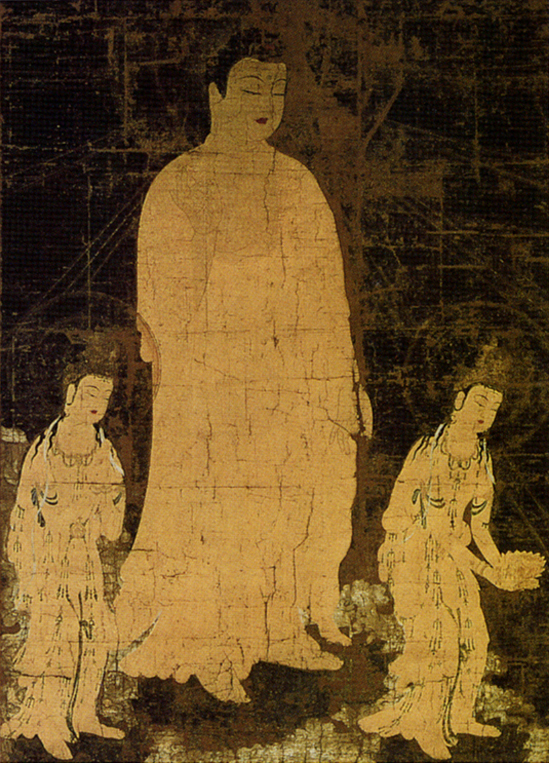
《阿弥陀三尊来迎图》，镰仓时代，现藏于东京国立博物馆。
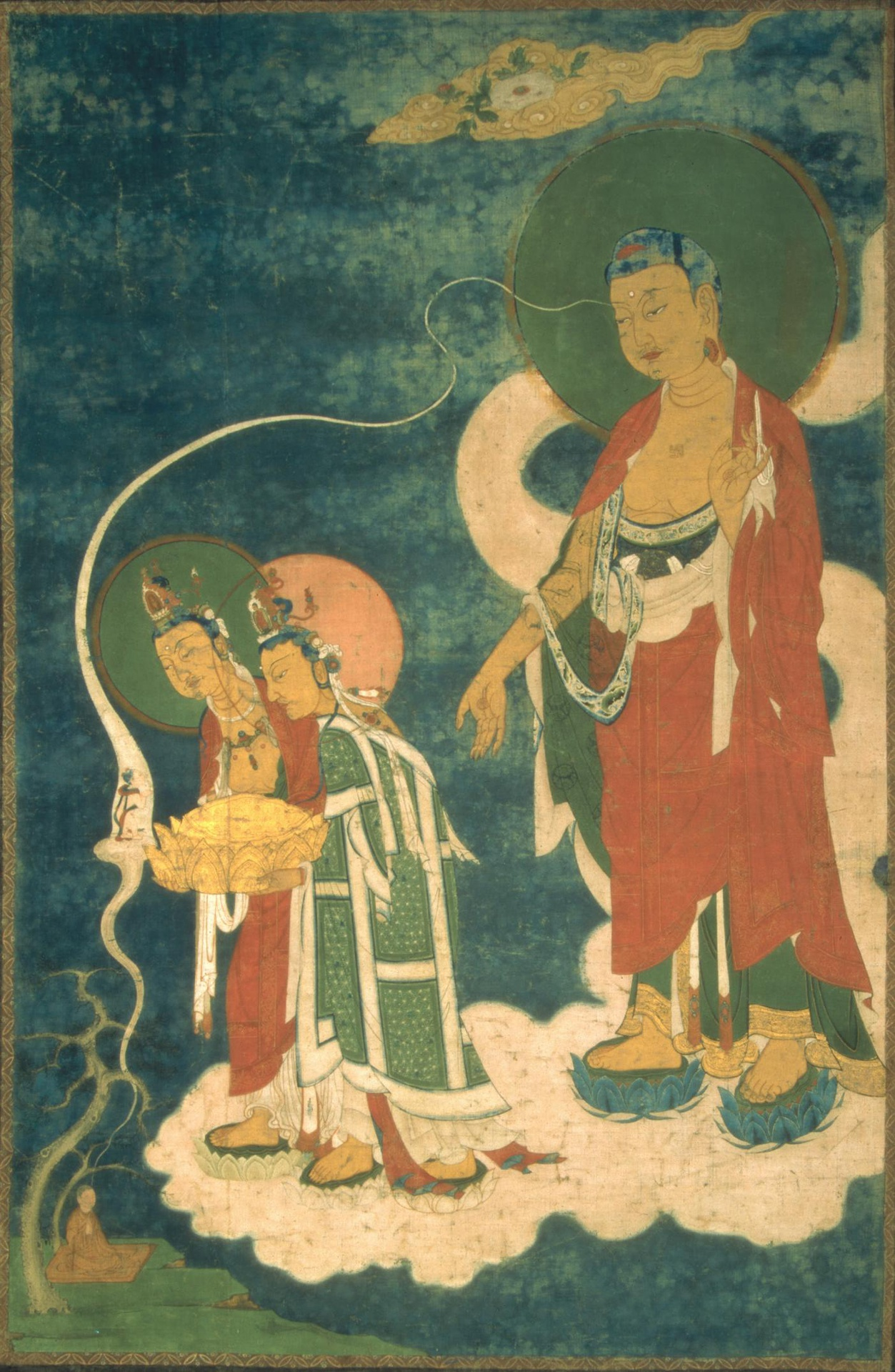
西夏亦集乃路的接引图
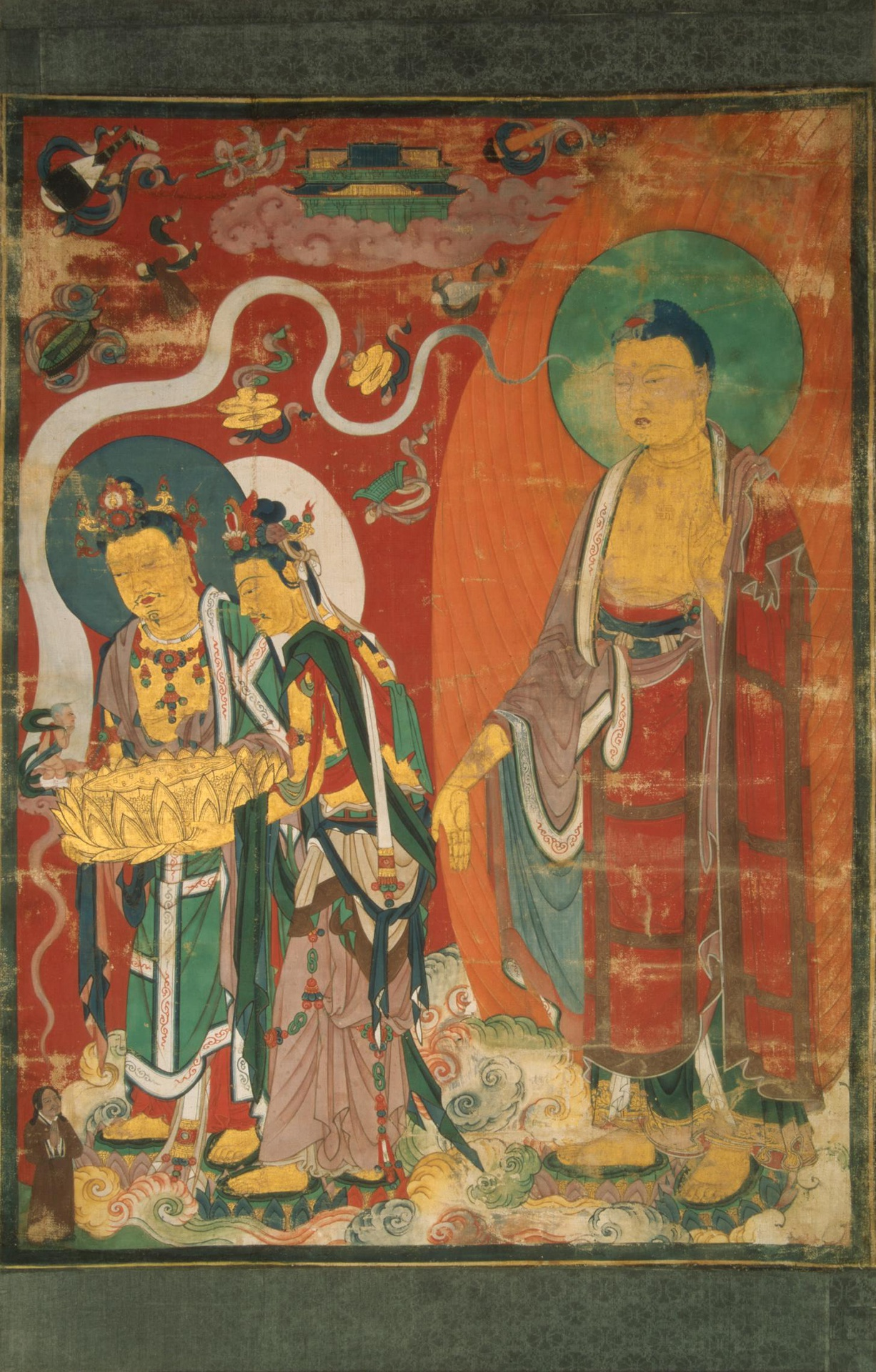
西夏的另一幅接引图，描绘阿弥陀佛正在接引一位男子
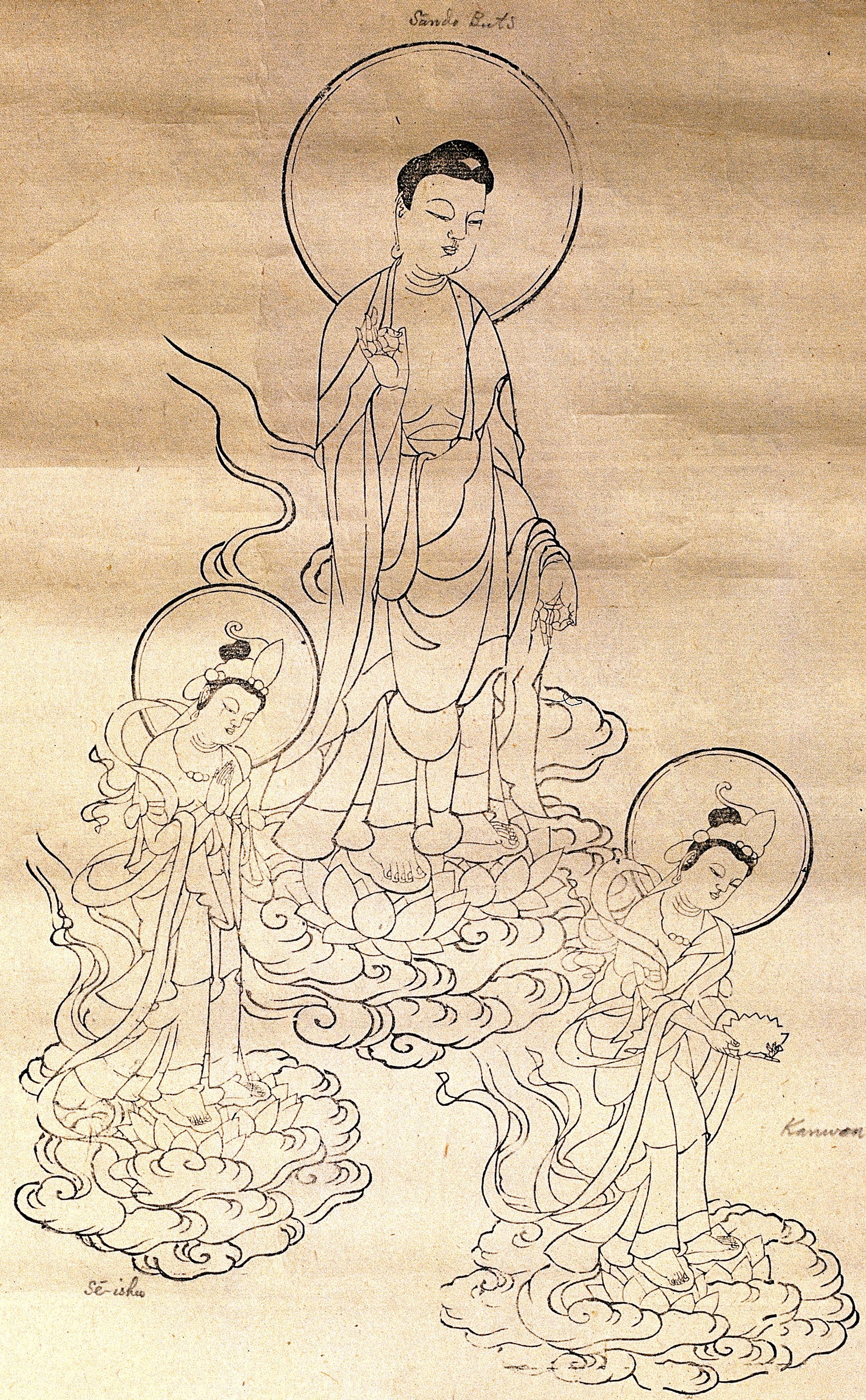
三尊接引像的白描图

### 圣众来迎图
主要描绘的是阿弥陀佛与二十五菩萨接引往生者的情景。

絹本著色阿弥陀二十五菩薩来迎图，现藏于日本京都知恩院。
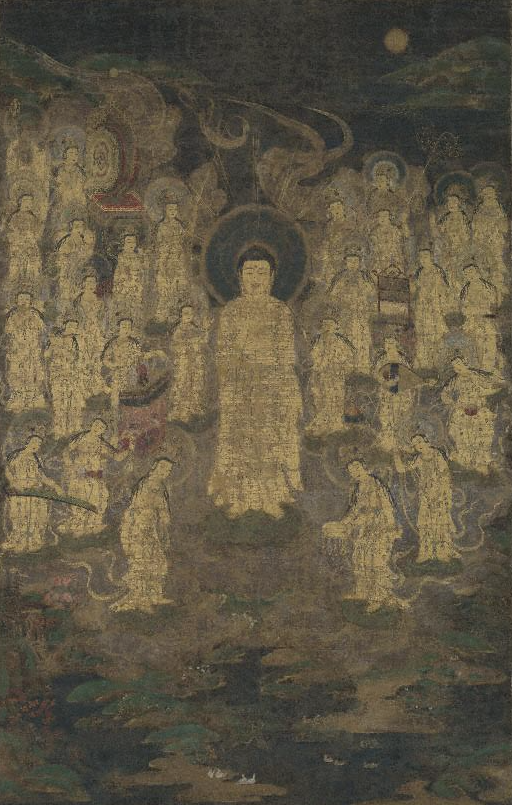
圣众来迎图，现藏于日本善光寺。
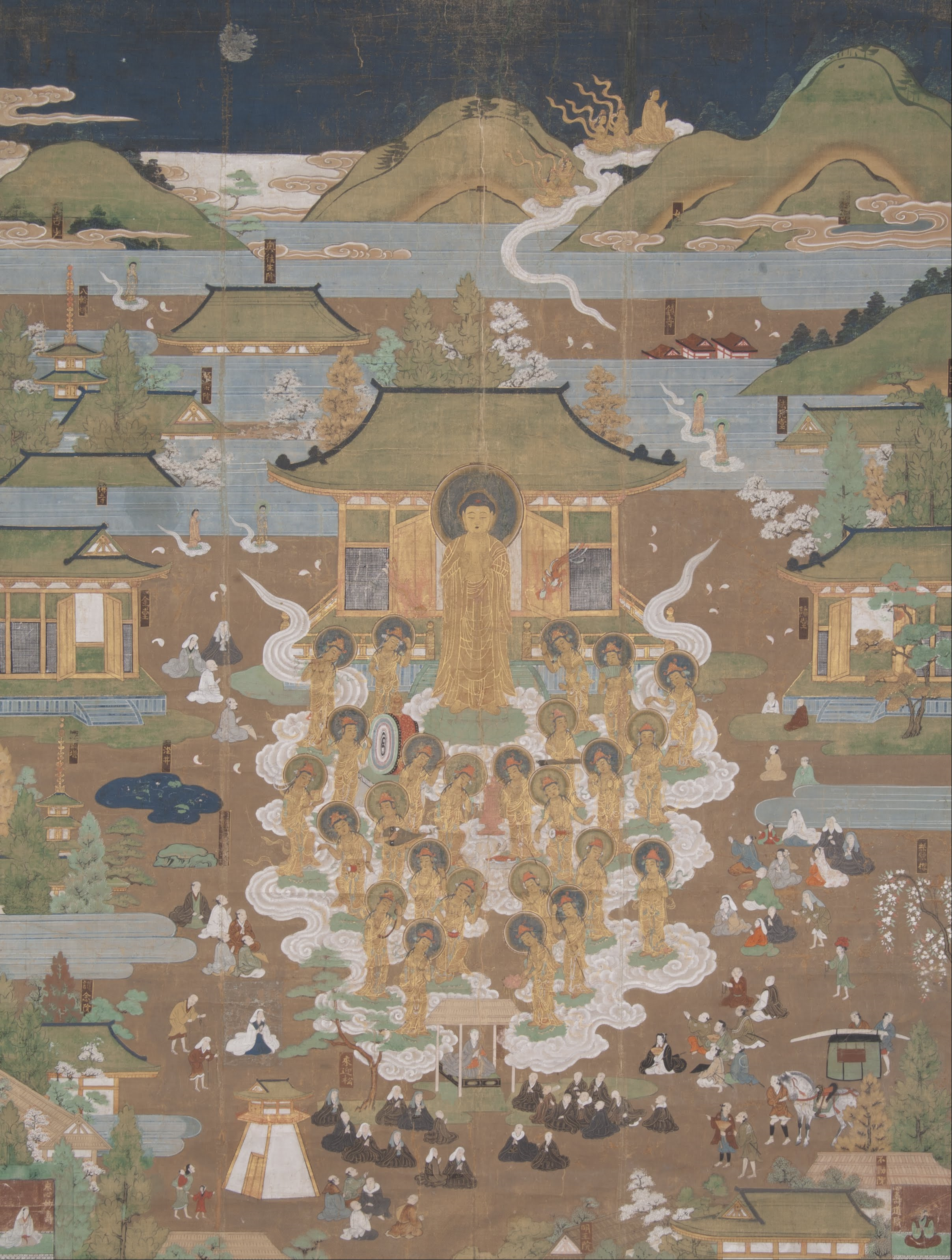
圣众来迎图，现藏于密歇根大學藝術博物館。
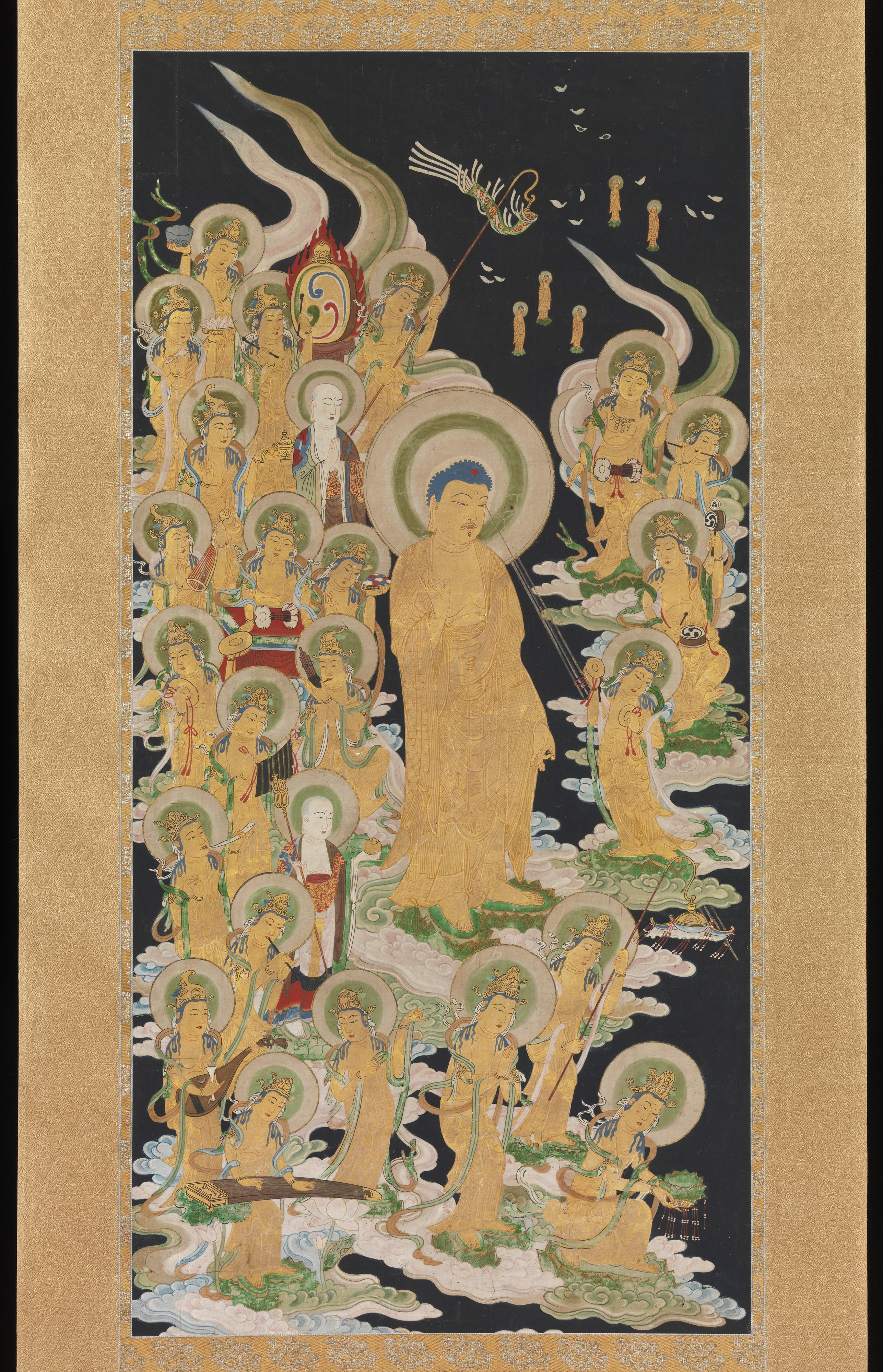
大都会艺术博物馆
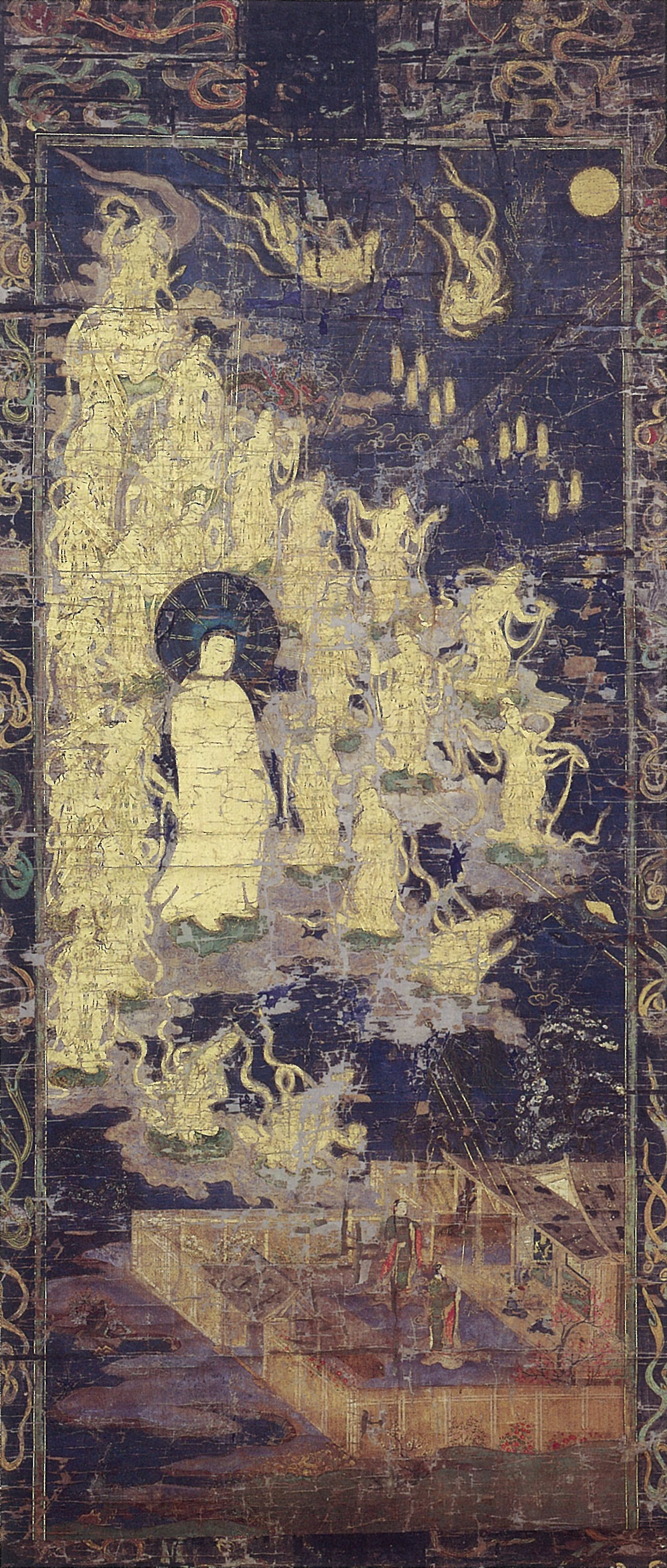
福岛县立博物馆